# Пауль, Герман
О биологе Пауле Германе см. Герман, Пауль
Герман Пауль (нем. Hermann Otto Theodor Paul; 7 августа 1846, дер. Зальбке, ныне часть Магдебурга, провинция Бранденбург, Королевство Пруссия — 29 декабря 1921, Мюнхен) — немецкий лингвист, профессор, идеолог школы младограмматиков, один из выдающихся лингвистов XIX в. Автор трудов по истории немецкого и других германских языков, а также по методологии исторического изучения языка.
Выдающийся специалист по истории немецкого языка. Среди его трудов: Исследования в области германского вокализма (Untersuchungen über den germanischen vokalismus, 1879); вводные главы Основ германской филологии (Grundriss der germanischen philologie, 1896); Словарь немецкого языка (Deutsches Wörterbuch, 1896); пятитомная грамматика немецкого языка (Deutsche Grammatik, 1916—1920).

## Основные публикации
- Gab es eine mittelhochdeutsche Schriftsprache? Halle, 1873.
- Zur Geschichte des germanischen Vocalismus. Halle, 1879.
- Principien der Sprachgeschichte., 1880 (10 издание: Tübingen, Niemeyer, 2002 — ISBN 3-484-22005-8)
  - русский перевод: Г. Пауль. Принципы истории языка. М., 1960.
- Deutsches Wörterbuch: Bedeutungsgeschichte und Aufbau unseres Wortschatzes. Halle, 1897 (10 издание: Tübingen, Niemeyer, 2002 — ISBN 3-484-73057-9)
- Deutsche Grammatik. Bd. 1-5. Halle, 1916—1920.
- Über Aufgabe und Methode der Geschichtswissenschaften. Berlin und Leipzig, 1920.